# تقاطع (فیلم ۱۹۷۷)
تقاطع (به زبان مالایالم:Anthardaaham) فیلمی محصول سال ۱۹۷۷ و به کارگردانی آی. وی. ساسی است. در این فیلم بازیگرانی همچون سری دوی، بهادر، کی. پی اومر، ام جی. سومان ایفای نقش کرده‌اند.